# Квадрат (конь)

Один из памятников Квадрату.

Квадра́т — жеребец, орловский рысак гнедой масти. Победитель приза «Барса» и Всесоюзного «Дерби» (завоевал два главных приза для четырёхлетних рысаков). Является единственной лошадью в России, которой установлено два памятника. Прожил более 30 лет, оставил более 600 потомков.

## История жизни
Родился в 1946 году на Московском конном заводе. Отец Квадрата — вороной жеребец Пролив 1940 года рождения (резвость класса - 2 минуты 11,2 секунды на 1 600 метров), участник Большого Всесоюзного приза в 1944 году. Мать — гнедая кобыла Керамика 1930 года рождения (резвость класса - 2 мин. 19 с на 1 600 м), потомок Картинки. Среди предков Квадрата и по отцовской, и по материнской линии — известный орловский рысак XIX столетия Вармик.
Признан чемпионом породы по экстерьеру на Всесоюзной сельскохозяйственной выставке (ВСХВ). Несмотря на то, что этот идеально красивый по экстерьеру орловский рысак не показал выдающейся резвости (его личный рекорд равнялся 2.08,1 на 1 600 метров), в четырёхлетнем возрасте он продемонстрировал исключительный бойцовский характер, благодаря которому сумел выиграть все главные призы для четырёхлетних рысаков, в том числе и в борьбе с лучшими метисами.
История об удивительном стремлении Квадрата быть всегда первым стала легендой. После завершения карьеры Квадрат был отправлен производителем МКЗ № 1. От него было получено более 600 детей, причём не только от орловских кобыл, но и от других упряжных пород. Многие дети Квадрата получили от отца такой же идеально красивый экстерьер и были проданы за рубеж — в Европу и Азию. В породе орловских рысаков Квадрат также оставил след: его линия является ныне одной из основных.

## Спортивные достижения
В возрасте трёх лет Квадрат установил по зимней ледяной дорожке всесоюзный рекорд для трехлетних рысаков — 2,11 на дистанции 1 600 метров. Этим был побит рекорд, державшийся 12 лет.
Квадрат в четырёхлетнем возрасте выиграл и зимние, и летние дерби для орловских и русских рысаков, проходившие в 1950 году. Завоевал приз Барса и Большой Всесоюзный приз. К моменту розыгрыша Большого Всесоюзного приза Квадрат имел 30 выступлений, при этом он 19 раз пришёл первым, а 8 раз — вторым.
Выиграл по итогам трёх гитов дерби 23 июля 1950 года (победил в двух гитах; по первому гиту — с личным рекордом 2 мин. 8,1 с), наездник — А. Р. Рощин. 21 сентября 1950 года Квадрат выступил на дистанции 3 200 метров, с результатом 4 мин. 23 с, улучшив предыдущий рекорд 4 мин. 25,1 с Морского Прибоя.

## Памятники
Великие заслуги Квадрата были отмечены ещё при жизни установкой двух бронзовых памятников — одного на Всесоюзной выставке достижений народного хозяйства, другого — на территории Московского конного завода № 1.

## Потомки Квадрата
Квадрат оставил 620 потомков. Более десяти орловцев-потомков Квадрата показали резвость класса 2 минуты 15 секунд на 1 600 метрах. Дочь Квадрата — кобыла Гавань, чемпионка среди кобыл орловской породы, имела семь детей класса 2.15 и резвее.
Сегодня прямыми продолжателями линии Квадрата в орловской породы являются жеребцы через двух родных братьев Бокала 2.06,6 1958 года рождения и Букета 2.03,2 1969 года рождения(Квадрат — Бронная).
Через Бокала линию Квадрата на данный момент представляют жеребцы-производители Презент (Зубр — Погоня) 2.07 1986 года рождения и его сын Мальпост (Презент — Миропия) 2.03,4 1996 года рождения, а также Набат (Бадан — Незабудка) 2.06,3 2002 года рождения.
Сын Мальпоста серый Изумруд (от Ивушки) 2005 года рождения дважды признавался абсолютным чемпионом породы на выводке на ЦМИ. Лучшим трёхлетним орловским рысаком на ЦМИ в 2010 году стал вороной Пилигрим (Мальпост — Пифа), выигрывавший также приз «Будущность России» на Воронежском ипподроме. Мальпост является производителем в Хреновском конном заводе, Набат производитель в Кушумском конном заводе.
Через Букета линию Квадрата представляют жеребцы-производители, рождённые в Чесменском конном заводе Поборник (Букет — Правда) 2.03 1985 года рождения и его сыновья: Компот (Поборник — Кавалькада)2.10,6 1985 года рождения, Боеприпас (Поборник — Беспутная) 2.04,9 1999 года рождения, Боевой Порядок (Поборник — Биржа) 2.05,7 1996 года рождения, Вепрь (Поборник — Верховина) 2.04,9 2000 года рождения. От Компота уже получен резвый Сок (Компот — Свобода) 2.04,5, победитель традиционных призов в Перми и Новосибирске.
Лучшей среди детей Поборника стала серая кобыла, родная младшая сестра Боеприпаса, Боголепная (Поборник — Беспутная) 2006 года рождения, многократная чемпионка породы по экстерьеру, победительница и призёрша многих традиционных призов на ЦМИ и резвейшая на дорожке в своей ставке (рекорд 2.06,5).
Ещё одна класснейшая кобыла, преставительница линии Квадрата — гнедая Коноплянка (Переплёт — Казенка) 2004 года рождения. Её отец Переплёт, сын Презента, из-за тихого рекорда (2.10) использовался очень ограниченно, однако дал выдающуюся дочь. Коноплянка в 2 года показала высокую резвость 2.12.4, затем выиграла все традиционные призы на ЦМИ в трёхлетнем возрасте, легко выигрывая у лучших жеребцов. В этом возрасте показала рекордные 2.05,5. Затем в 4 года в зимнем сезона снова была непобедима. В летнем сезоне четырёхлетняя Коноплянка заняла второе место в призе «реки Волги» и в призе «Барса», выиграла Орловский дистанционный приз.

## Награды
- Чемпион породы на ВСХВ в 1954 года и в 1957 года.
- Группа его детей отмечена аттестатами 1-й степени 1957 году.